# 聖迭戈 (塞薩爾省)
聖迭戈是哥倫比亞的城鎮，位於該國東北部，由塞薩爾省負責管轄，始建於1609年，面積687平方公里，海拔高度175米，主要經濟活動有農業和畜牧業，2005年人口13,390。

## 外部連結
- San Diego official website
- Gobernacion del Cesar, San Diego

10°20′15″N 73°10′57″W / 10.3375°N 73.1825°W